# Кућа Туцаковића у ул. ЈНА 11 (Кнеза Михаила 11) у Крагујевцу
Кућа Туцаковића у ул. ЈНА 11 (Кнеза Михаила 11) у Крагујевцу представља непокретно културно добро као споменик културе, решењем Завода за заштиту споменика културе Крагујевац бр. 107/1, од 26. априла 1971. године.
Кућа Туцаковића је значајна по томе што је у њој живео војвода Петар Туцаковић. Настала је у првој половини 19. века. Када је кнез Милош сазидао конаке око свог двора, приступио је регулисању градње у Крагујевцу, који се као престоница почео нагло да се развија. Наложио је Сими Милосављевићу Паштрмцу да сазида кућу на почетку Улице Светозара Марковића а Петру Туцаковицу на почетку Палилула и тако су постављени тимељи старог Крагујевца. 
Кућа је типична грађевина оног времена. Веома је пространа са великом баштом ка уличном делу. Рађена је по систему бондрука. Кров јој је четворосливан, благог нагиба, а кровни покривач је ћерамида. Реч је о веома вредном споменику културе ослобођене Србије.